# Cawas Billimoria
Cawas Kersasp Billimoria (Bombay, 25 de octubre de 1962) es un deportista indio que compitió en judo. Ganó una medalla de bronce en los Juegos Asiáticos de 1986 en la categoría de –95 kg.

## Palmarés internacional
| Juegos Asiáticos | Juegos Asiáticos     | Juegos Asiáticos  | Juegos Asiáticos |
| Año              | Lugar                | Medalla           | Categoría        |
| ---------------- | -------------------- | ----------------- | ---------------- |
| 1986             | Seúl (Corea del Sur) | Medalla de bronce | –95 kg           |